# Saint-Loubert
Saint-Loubert ist eine französische Gemeinde mit 230 Einwohnern (Stand: 1. Januar 2022) im Département Gironde in der Region Nouvelle-Aquitaine. Sie gehört zum Kanton Le Sud-Gironde im Arrondissement Langon und ist Mitglied im Gemeindeverband Sud Gironde. Die Einwohner werden Lupertiens genannt.

## Geographie
Saint-Loubert liegt etwa 53 Kilometer südöstlich von Bordeaux. Umgeben wird Saint-Loubert von den Nachbargemeinden Castets et Castillon im Norden und Osten, Bieujac im Süden sowie Saint-Pardon-de-Conques im Westen.

## Bevölkerungsentwicklung
| Jahr                       | 1962 | 1968 | 1975 | 1982 | 1990 | 1999 | 2006 | 2017 |
| Einwohner                  | 129  | 126  | 122  | 114  | 103  | 129  | 167  | 228  |
| Quellen: Cassini und INSEE |      |      |      |      |      |      |      |      |

## Sehenswürdigkeiten
- Kirche Saint-Loubert (siehe auch: Liste der Monuments historiques in Saint-Loubert)

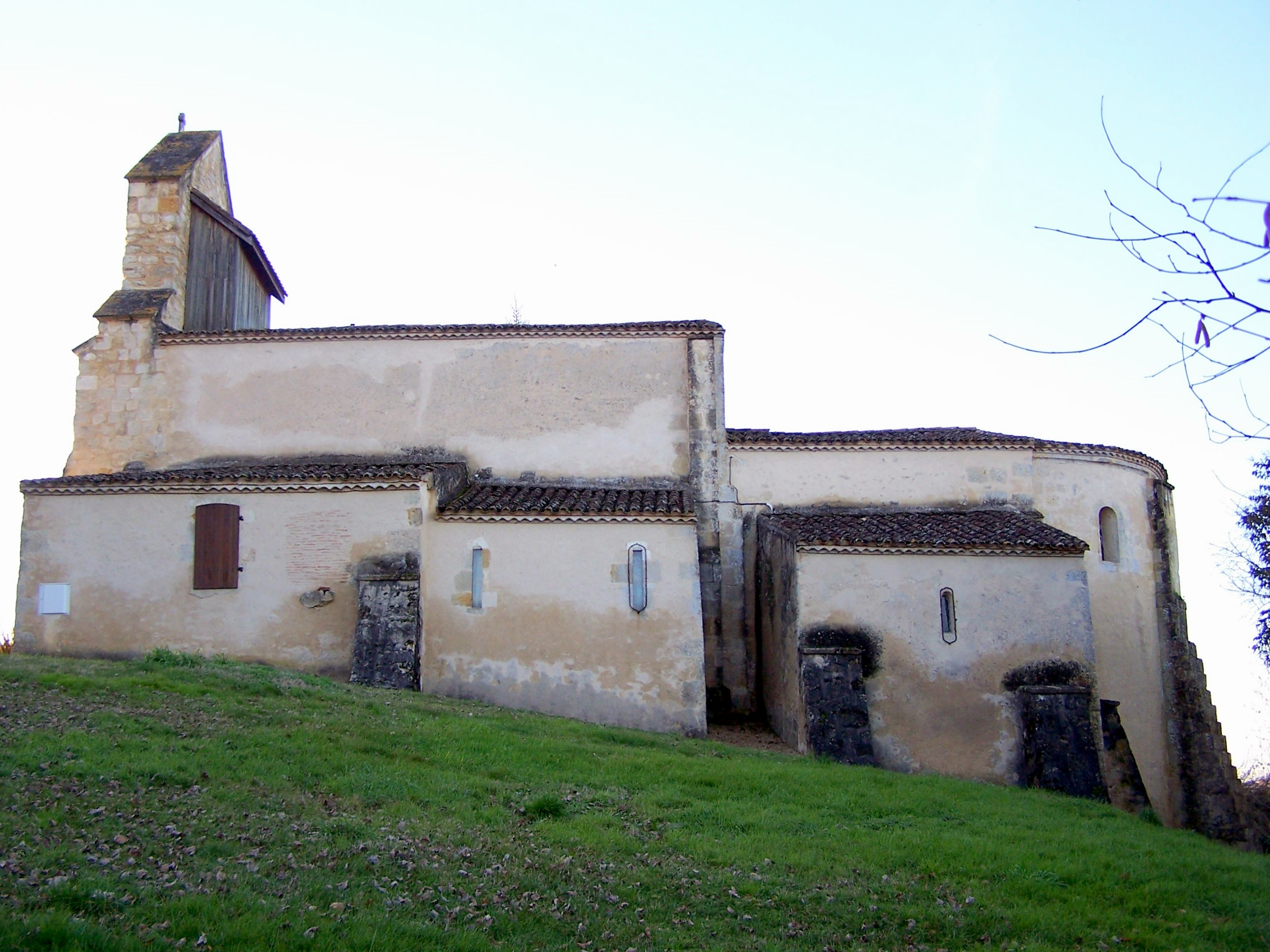
Kirche Saint-Loubert

- Schloss